# Växbo
Växbo är en småort i Bollnäs kommun belägen i Bollnäs socken och Hälsingland, 14 kilometer från Bollnäs.
I Växbo finns Växbo kvarn, Växbo kapell, Växbo Lin linspinneri och linneväveri, friluftsmuseet Trolldalen samt förskola och fritidsverksamhet. 
I orten finner man även det lokala fotbollslaget Växbo IF med meriter från Hälsingefemman.

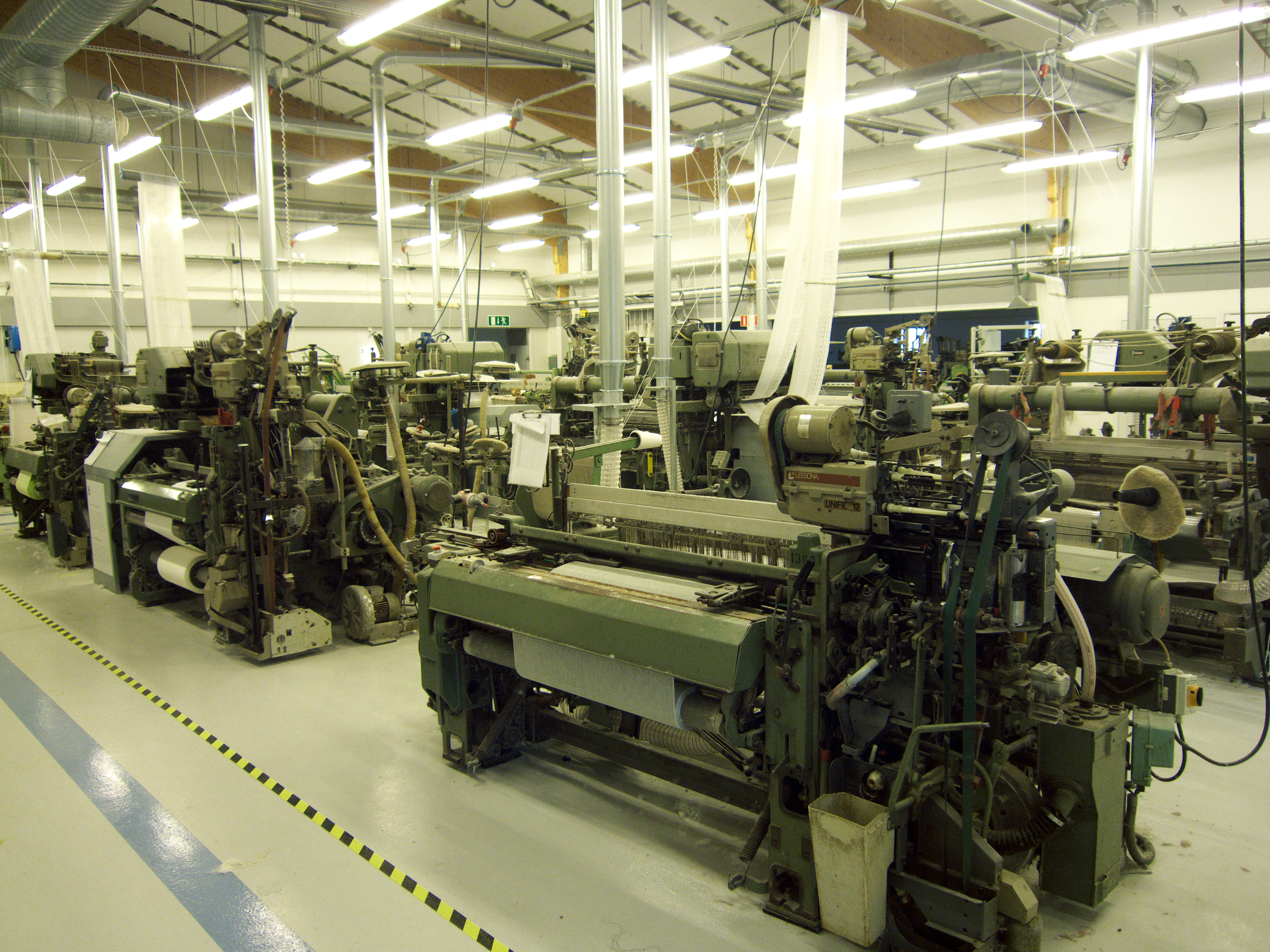
Linneproduktion vid Växbo Lin

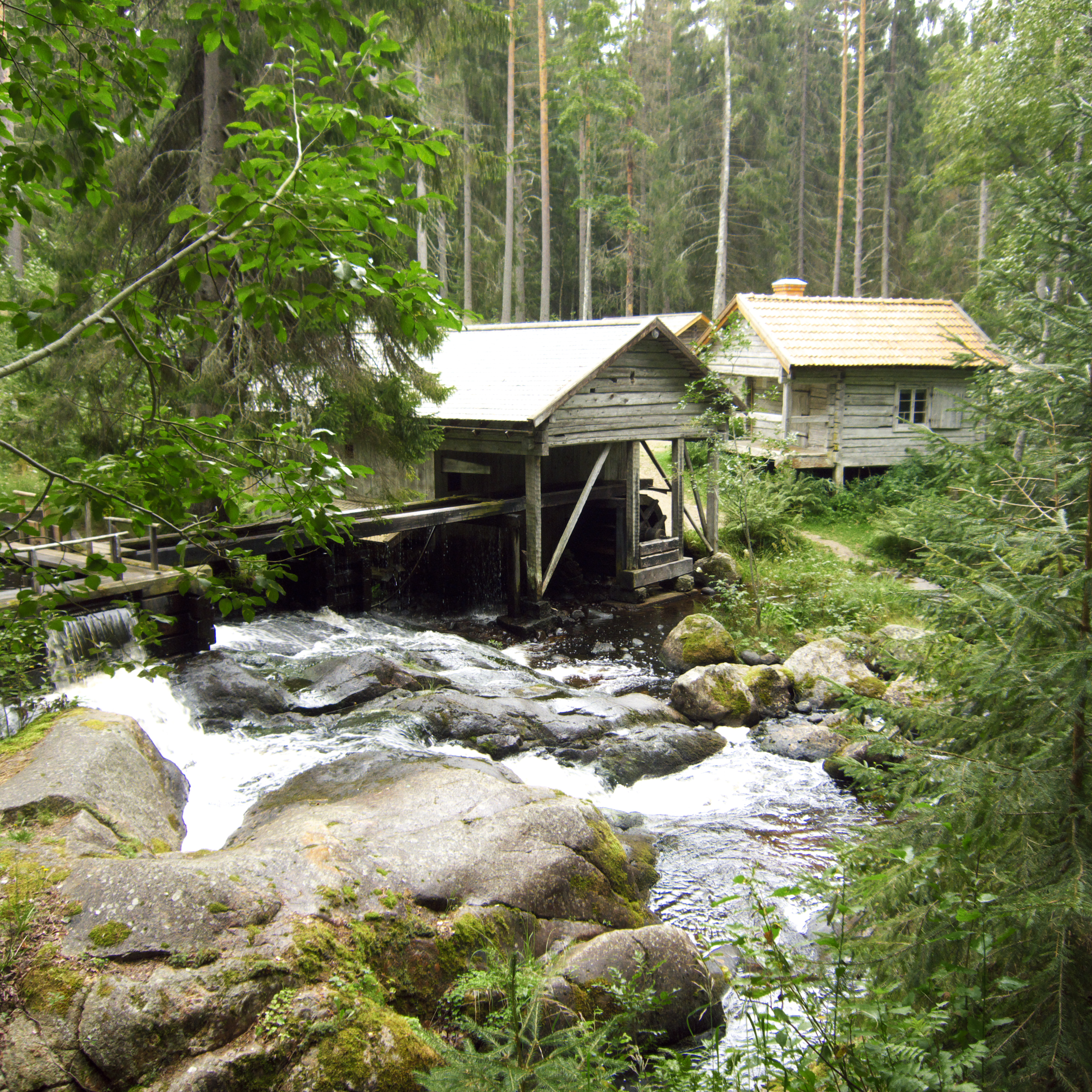
Trolldalen